# Luke Campbell (Boxer)
Luke Campbell, MBE (* 27. September 1987 in Kingston upon Hull) ist ein britischer Profiboxer im Leichtgewicht. Als Amateur war er unter anderem Europameister 2008, Vize-Weltmeister 2011 und Olympiasieger 2012 im Bantamgewicht.

## Amateurkarriere
Luke Campbell wuchs in Hull auf und war Mitglied des St. Pauls's ABC Hull. Er begann dort schon in jungen Jahren mit dem Boxen und wurde in seinem Verein von Mick Bromby trainiert. Bereits im Juniorenalter gehörte er zu den besten englischen Amateurboxern im Bantamgewicht. 
Er wurde 2007 und 2008 Englischer Meister und gewann die Europameisterschaften 2008 in Liverpool durch Siege gegen Nikola Magovac, Veaceslav Gojan, Eduard Absalimow, Denis Makarov und Detelin Dalakliew. 
2009 gewann er nach Halbfinalniederlage gegen John Nevin Bronze bei den EU-Meisterschaften und schied bei den Weltmeisterschaften 2009 in der zweiten Vorrunde gegen Iderkhuu Enkhjargal knapp mit 9:11 aus.
2011 erreichte er bei den Europameisterschaften in Ankara gegen Dmitrijs Gutmans und Bashir Hassan das Viertelfinale, wo er knapp mit 9:12 gegen Furkan Memiş ausschied. Bei den Weltmeisterschaften 2011 in Baku besiegte er Rahim Najafov, Răzvan Andreiana, Mohammed Ouadahi, Detelin Dalakliew und John Nevin, ehe er erst im Finale gegen Lázaro Álvarez verlor und Vize-Weltmeister wurde.
Damit hatte er sich für die Olympischen Spiele 2012 in London qualifiziert. Mit Siegen gegen Vittorio Parrinello, Detelin Dalakliew, Satoshi Shimizu und John Nevin wurde er Olympiasieger. 
Insgesamt gewann er 153 von 177 Amateurkämpfen.

## Profikarriere
Nach den Olympischen Spielen unterzeichnete er einen Profivertrag bei Matchroom Sport des Promoters Eddie Hearn und wird von Jorge Rubio, Tony Sims und Mike Bromby trainiert. Sein Profidebüt gewann er am 13. Juli 2013 in seiner Heimatstadt Hull in der ersten Runde gegen Andy Harris. Im Oktober 2014 besiegte er Daniel Brizuela (Bilanz: 26-3) und im August 2015 Tommy Coyle (21-2), wobei er WBC International Champion im Leichtgewicht wurde.
In seiner ersten Titelverteidigung verlor er im Dezember 2015 knapp nach Punkten gegen den Franzosen Yvan Mendy (32-4), besiegte jedoch im März 2016 Gary Sykes (28-4) beim Kampf um den Commonwealth-Titel. Im Juli 2016 schlug er Argenis Mendez (23-4) und wurde WBC Silver Champion im Leichtgewicht.
Im Oktober 2016 konnte er Derry Mathews (38-10) und im Februar 2017 den Mexikaner Jairo López (21-6) besiegen. Im April 2017 schlug er überraschend Darleys Pérez (33-2) durch TKO in der neunten Runde. Daraufhin konnte er am 23. September 2017 gegen Jorge Linares (42-3) um die WBA-Weltmeisterschaft im Leichtgewicht boxen, verlor den Kampf jedoch knapp nach Punkten.
Im September 2018 besiegte er Yvan Mendy (40-4) einstimmig, verlor aber im August 2019 ebenfalls einstimmig gegen Wassyl Lomatschenko (13-1). Eine weitere Niederlage erlitt er im Januar 2021 durch KO gegen Ryan García (20-0).

## Weiteres
Vor seiner Profikarriere war er 2013 Teilnehmer bei Dancing on Ice und erreichte den dritten Platz. Mit seiner Freundin und zwei Kindern lebt er in Humberside.